# Један једини
Један једини (енгл. The One) амерички је научнофантастични борилачки филм из 2001. режисера и сценаристе Џејмса Вонга. Главну улогу игра Џет Ли. Филм је изашао у САД 2. новембра 2001. године.

## Радња
Габријел Ју-Лоу (Ли), некада полицајац „Ауторитета мултиверса” (енгл. Multiverse Authority, MVA), агенције која осигурава међудимензиона путовања црвоточинама, жели да пронађе и елиминише све верзије себе у паралелним световима. Убијајући све 124 верзије свог другог ја (како би постао последња верзија и апсорбовао све њихове животне енергије), он верује да ће постати бесмртан и налик богу — „Један једини”. Ју-Лоуа накратко ухапсе агенти MVA, Родекер (Линдо) и Фанш (Стејтам), али он бежи из заробљеништва током суђења где је требало да буде трајно пребачен у кажњеничку колонију Стикса у универзуму Хад.
Последња позната алтернативна верзија, Габријел (Гејб) Лоу, ради у Лосанђелеској полицији. Две године је доживљавао необјашњиво повећавање снаге, брзине и менталних способности, али ни он ни његова супруга, Ти-Кеј Лоу (Гуџино), не могу да схвате зашто се то дешава. При транспорту затвореника из полицијске управе, Гејб „осети” Ју-Лоуово присуство; тада га овај покуша убити. Ју-Лоу бежи, али Гејб га прати; њих двојица налик на суперхероје прескачу високи зид. Када пређе на другу страну, Гејба упуца и рани Ју-Лоу. Док Ју-Лоу прилази Гејбу да га докрајчи, омету га Родекер и Фанш.
Гејб схвата да је Ју-Лоу идентичан њему у сваком погледу. Неупознат са концептом међудимензионог путовања, он доживљава Ју-Лоуов изглед запрепашћујућим. Након што оде у болницу, Гејба напада Ју-Лоу; опет га спасавају Родекер и Фанш. Ју-Лоу их омете у намери да га убију јер када би се то десило, онда би Гејб био „Један једини”. Обучени на исти начин и идентични у сваком погледу, Гејб и Ју-Лоу збуне Гејбове колеге-полицајце. И Гејб и Ју-Лоу побегну из болнице.
Родекер се суочава с дилемом: морају да ухвате Ју-Лоуа, али не смеју да га убију или допусте да Гејб погине јер ко год да преживи постао би „Један једини”, што би имало потенцијално катастрофалне штетне последице по мултиверзум. Фанш инсистира да се са Ју-Лоуом, као зликовцем, морају да суоче на агресивнији начин. Родекер доноси одлуку да неће поштовати процедуре; двојац се раздваја. Родекер гања Ју-Лоуа и бори се са њим; Ју-Лоу му сломи врати и овај умире. Фанш стиже Гејба и објашњава му шта је мултиверзум и које могућности има. Ју-Лоу открива Гејбово место боравка, где Ти-Кеј, верујући да је у питању Гејб, жели да га заштити, али она ипак осећа да то није њен муж. Гејб стиже, али касно; једино што може да чини је да гледа како Ју-Лоу убија његову жену на прозору породичне куће. Фанш проналази Гејба и они се удружују како би пронашли Ју-Лоуа код следеће црвоточине.
Ју-Лоу, Гејб и Фанш стижу на локацију индустријског погона, где ће се одиграти финална борба Гејба и Ју-Лоуа. Када Гејб победи, све тројица бивају ухваћени у црвоточину и враћени у седиште MVA у универзуму Алфа. Ју-Лоуа транспортују у затвореничку колонију, након што је покушао да замени место са Гејбом. MVA потом жели да пошаље Гејба у његов универзум где ће бити ухапшен и стављен у затвор због убистава које је Ју-Лоу починио тамо. Присетивши се ранијег разговора са Гејбом, агент Фанш га шаље у други универзум где ће моћи да почне испочетка — у време када је упознао Ти-Кеј, у Лос Анђелесу.
У међувремену, Ју-Лоу је у кажњеничкој колонији Стикса, из које нема повратка; он се ту проглашава супериорним над осталима, те говори да ће ипак постати „Један једини”. Камера се удаљава, приказујући Ју-Лоуа на врху зигурата у универзуму Хад, како се бори са стотинама бораца.

## Улоге
| Глумац               | Улога                                               |
| -------------------- | --------------------------------------------------- |
| Џет Ли               | Габријел „Гејб” Лоу / Габријел Ју-Лоу / остали Лоуи |
| Џејсон Стејтам       | агент MVA Еван Фанш                                 |
| Делрој Линдо         | агент MVA Хари Родекер / човек на бензинској        |
| Карла Гуџино         | Ти-Кеј Лоу / Меси Волш                              |
| Џејмс Морисон        | полицајац Боби Олдрич / затвореник #1 у свету ’А’   |
| Дилан Бруно          | полицајац Јејтс                                     |
| Ричард Стајнмец      | полицајац Д’Антони                                  |
| Синтија Пинот        | девојка са актовком                                 |
| Стив Ранкин          | супервизор MVA                                      |
| Дин Норис            | наредник Сигел                                      |
| Харијет Сансом Харис | мед. сестра Бесон                                   |
| Такер Смолвуд        | чувар затвора                                       |
| Арчи Као             | Ву                                                  |
| Даг Сејвант          | полицајац (неприписано)                             |

## Производња
Првобитно, главну улогу у филму је требало да игра Двејн „Рок” Џонсон, али је онда одабран Ли.
Сцене у болници су снимљене у Медицинском центру Северни Холивуд.
Документарац Џет Ли је ’Један једини’ на специјалном издању ДВД-а објашњава да су и Габријел Ју-Лоу и Гејб Лоу борци који представљају своје личности. Ју-Лоу користи сингјићуен (вољом обликована шака) коју карактеришу агресивни линеарни покрети, док Гејб користи багуаџанг (осам триграм палми) — технику која има суптилне, кружне покрете. Ове борилачке вештине подржавају њихове личности јер Ју-Лоу је веома директан, не мари кога повређује, док Гејб верује да живот иде укруг — савршено балансиран.

## Позадина
Као део промоције филма, постојао је званични веб-сајт за фикцијски Ауторитет мултиверса под називом „MVA Mainframe”. Иако је сада угашен, пружао је детаљне информације о позадини, с материјалима о радњи и неким ликовима.

## Саундтрек
Нумере је компоновао Тревор Рабин, а саундтрек је изашао 11. децембра 2001. Није званично издат. Значајне песме у филму су: Драунинг пулове Bodies и Sinner, затим Down with the Sickness бенда Дистурбд, Awake Годсмека, Train of Dreams Џесија Дејтона и две нумере Папа роуча (Blood Brothers и Last Resort).

## Пријем

### Профит
Зарада је била 19.112.404 америчких долара (просечно 6.604 по екрану), током премијерне недеље у САД (био је на другој позицији након премијере); донео је укупну зараду од 43.905.746 $. На другим територијама, зарада је била 28.783.380 $, што даје укупну светску зараду од 72.689.126 $ наспрам буџета од 49 милиона долара.

### Критика
Филм је добио углавном негативне критике. На основу 86 рецензија на сајту Rotten Tomatoes (август 2019), 14% критичара је дало филму позитивну оцену, уз просечан рејтинг од 3,94/10. Критички консензус је био: „Један једини се доживљава више као видео-игра него филм и посуђује детаље из других, бољих скај-фај акционих дела, поткопавајући Џет Лијев спектакуларан таленат хрпом монтаже и специјалних ефеката.” На Metacritic-у, филм је имао оцену 25 од 100 на основу прегледа 21 критичара, што сугерише „генерално неповољну оцену”. CinemaScore даје филму оцену „Б” на скали од А до Ф.
Роџер Иберт дао је филму 1,5 од 4 звездице, назвавши филм „безумном хај-тек акцијом без занимљивог дијалога, ликова, мотивације или текстуре”. Роберт Кехлер из Варајетија написао је: „Комбинација сирових ефеката и борилачких вештина кореографа Корија Јуена даје недомишљат резултат на сцени у нечему што је постало борилачки неуметничко.”
Лорен Кинг из Чикаго трибјуна даје позитивну рецензију изјавивши да је филм дао „високооктанске секвенце са експертом за борилачке вештине Џет Лијем уз прецизност и добро осмишљен темпо”; оцена је била 3 од 4. Шон Ексмејкер из Сијетл пост-интелиџенсера такође је дао позитивне критике изјавивши да је Џејмс Вонг „успео да направи забавну, иновативну, враголасту ироничну представу”; оцена је била B−.

## Хоум-медија
Издавање видеа за кућну употребу било је 19. августа 2002. ДВД је садржавао и аудио-коментар, интервјуе са Џејмсом Вонгом, Џет Лијем и другима. Алмар Хафлидејсон из Би-Би-Сија рецензирао је ДВД и дао му оцену 4 од 5.